# Pierre d'horlogerie

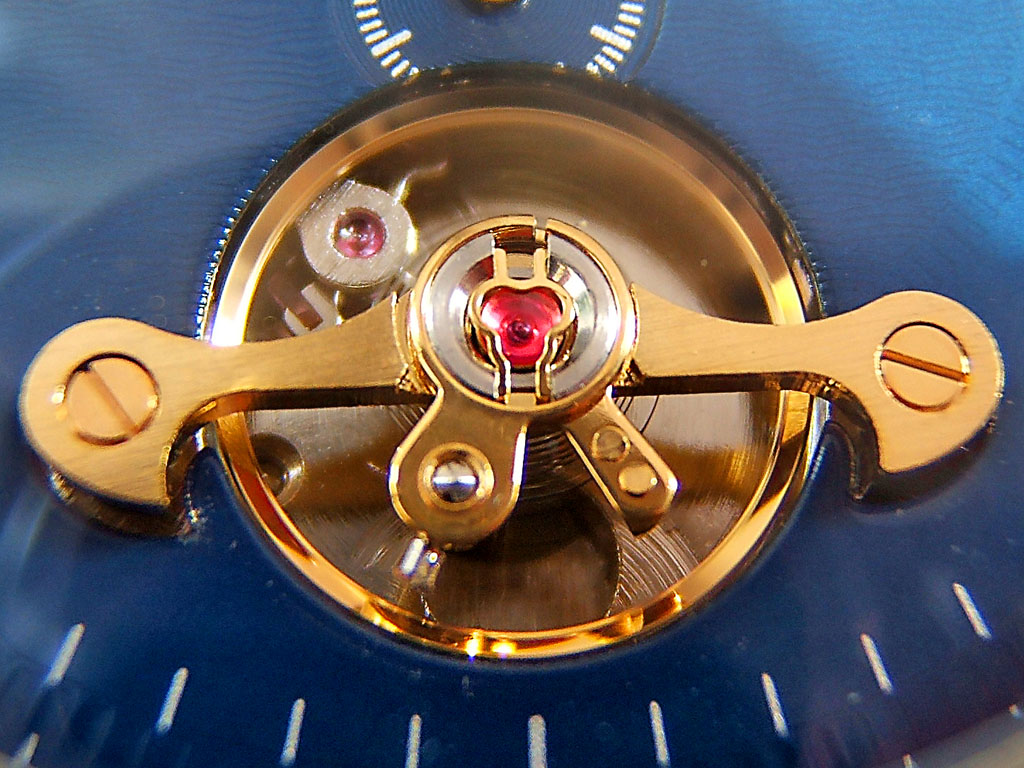
Exemples de rubis utilisés dans une montre : au centre, gros rubis de contre-pivot tenu par son ressort antichoc doré ; légèrement à gauche, rubis de pivot serti dans le pont tenant l'ancre, et à l'arrière plan rubis à section rectangulaire servant de palette d'ancre. L'ellipse posée sur la face inférieure du balancier n'est pas visible sur la photo.

Jewel palier dans une montre mécanique.

Roulement Jewel et pierre angulaire utilisé sur un balancier montre.

Les pierres d'horlogerie sont notamment utilisées pour la fabrication des paliers, qui supportent les pivots des axes du rouage en acier. Elles se présentent alors (voir dessins ci-contre) sous forme d'un disque percé (pour tenir le pivot dans son axe horizontal) ou de disque plat appliqué contre un disque percé (contre-pivot, limitant le jeu axial). Elles servent également de palettes à l'ancre (forme parallélépipédique), d'ellipse fixée sur le balancier qui reçoit l'impulsion (ellipse, triangle ou demi-cylindre), ou encore beaucoup plus rarement de cylindre de friction dans certaines montres à cylindre (segment de tube). En langage horloger commun on les appelle « rubis ».

## Fonctions
L'objectif premier est de minimiser les frottements, qui sont extrêmement réduits avec du métal sur de la pierre.
D'autre part, vu les pressions relatives très élevées (si l'on compare le  couple transmis par les engrenages en rapport avec la surface extrêmement réduite des pivots (15/100 de mm de diamètre pour les plus fins), la platine  de montre étant elle-même en métal, le frottement métal sur métal induirait inévitablement à court terme un grippage du palier après que les huiles auront perdu de leur efficacité (état inéluctable pour une montre fonctionnant plusieurs années consécutives).

## Matières

### Rubis synthétique, le corindon
Les différentes pierres d'horlogerie (« coussinet », « contre-pivot », « palette », « ellipse ») qui sont utilisées pour réduire les frottements sont généralement en corindon synthétique et de couleur rouge - rosée. L'utilisation des rubis naturels à l'origine, a été supplantée rapidement dès l'utilisation de la méthode d'Auguste Verneuil, développée en 1902. Cette technique permet de créer des pierres synthétiques, beaucoup plus homogènes et moins fragiles que les pierres naturelles.
Des variantes, assez rares, utilisent des pierres bleues, voire des diamants. Anciennement, des paliers ont également été réalisés dans d'autres matières synthétiques, avec un aspect de plastique rouge.
Dans les mécanismes de plus grand format, les paliers sont formés directement dans la matière même des platines ou sous forme de « bouchons », petites buselures en laiton, qui sont remplaçables.